# Хлібне (Феодосійський район)
Хлі́бне (до 1945 року — Бейс-Лехем, крим. Beys Lehem, івр. בית לחם) — село Феодосійського району Автономної Республіки Крим. Розташоване в центрі району.
«Бейс-Лехем» з івриту — «Дім хліба»